# バンドワゴネスク
『バンドワゴネスク』（Bandwagonesque）は、イギリスのオルタナティヴ・ロック・バンド、ティーンエイジ・ファンクラブが1991年に発表したスタジオ・アルバム。

## 解説
1991年、バンドは本作に先駆けてアルバム『The King』をクリエイション・レコーズからリリースしているが、同アルバムは1カ月で廃盤となっている。
本作の先行シングル「スター・サイン」は全英シングルチャートで44位に達し、続いて「ザ・コンセプト」が全英51位に達した。そして、本作は全英アルバムチャートで7週にわたってチャート圏内に入り、最高22位に達した。1992年には「ホワット・ユー・ドゥ・トゥ・ミー」をリード・トラックとしたEPもリリースされて、全英シングルチャートで31位に達した。また、本作はアメリカの『ビルボード』でもチャート入りを果たし、ヒートシーカーズでは1位、総合チャートのBillboard 200では137位に達した。
『スピン』誌が選出した「1991年のベスト・アルバム20」では、ニルヴァーナの『ネヴァーマインド』やR.E.M.の『アウト・オブ・タイム』を上回り、本作が1位を獲得した。また、音楽評論家のJason Ankenyはオールミュージックにおいて本作に5点満点を付け、「（ニルヴァーナの）『ネヴァーマインド』に匹敵する時代のスローガンでも、（マイ・ブラッディ・ヴァレンタインの）『ラヴレス』に匹敵する音響の革命的な躍進でもないが、ティーンエイジ・ファンクラブの2作目のアルバムは、エナジーと魂を伴ったメロディと技巧の復権を予告した」と評している。

## 収録曲
1. ザ・コンセプト - "The Concept" (Norman Blake) - 6:07
2. サタン - "Satan" (Teenage Fanclub) - 1:21
3. ディセンバー - "December" (Gerard Love) - 3:02
4. ホワット・ユー・ドゥ・トゥ・ミー - "What You Do to Me" (N. Blake) - 1:59
5. アイ・ドント・ノウ - "I Don't Know" (Raymond McGinley) - 4:35
6. スター・サイン - "Star Sign" (G. Love) - 4:55
7. メタル・ベイビー - "Metal Baby" (N. Blake) - 3:39
8. ペット・ロック - "Pet Rock" (G. Love) - 2:35
9. サイドワインダー - "Sidewinder" (G. Love, Brendan O'Hare) - 3:03
10. アルコホリデイ - "Alcoholiday" (N. Blake) - 5:26
11. ガイディング・スター - "Guiding Star" (G. Love) - 2:44
12. イズ・ジス・ミュージック? - "Is This Music?" (G. Love) - 3:20

## 他メディアでの使用例
「ザ・コンセプト」は、イギリス映画『ラン・ファットボーイ・ラン 走れメタボ』（2007年公開）、アメリカ映画『ヤング≒アダルト』（2011年公開）のサウンドトラックで使用された。また、「ホワット・ユー・ドゥ・トゥ・ミー」はイギリス映画『ワールズ・エンド 酔っぱらいが世界を救う!』（2013年公開）のサウンドトラックで使用された。

## 参加ミュージシャン
- ノーマン・ブレイク - ボーカル、ギター
- レイモンド・マッギンリー - ボーカル、ギター
- ジェラード・ラヴ - ボーカル、ベース
- ブレンダン・オヘア - ドラムス

ゲスト・ミュージシャン
- ドン・フレミング - ギター、ボーカル
- デイヴ・ブキャナン - 手拍子
- Joseph McAlinden - ブラス、ストリングス